# Flaminio Costa v E.N.E.L.
Wyrok Trybunału Sprawiedliwości z 15 lipca 1964 wydany w trybie prejudycjalnym w sprawie 6/64 Flaminio Costa v E.N.E.L. (CELEX: 61964J0006) wprowadził zasadę, że prawo wywodzące się z Traktatu nie może być podważone przez ustawy krajowe. Przekazanie zaś krajowych praw i zobowiązań do systemu prawnego Wspólnot niesie za sobą trwałe ograniczenie suwerennych praw państw członkowskich, którego żaden późniejszy, jednostronny akt prawny, rozbieżny z ujęciem prawa Wspólnot, nie może podważyć (zob. zasada pierwszeństwa prawa wspólnotowego).
Trybunał Sprawiedliwości zmienił także koncepcję odnośnie do umiejscowienia wspólnotowego porządku prawnego. Rok wcześniej w sprawie Van Gend & Loos stwierdził, że stanowi ono część prawa międzynarodowego:
[...] Wspólnota stanowi nowy porządek prawny w prawie międzynarodowym [...]
W sprawie Costa vs. E.N.E.L. zaś klasyfikuje je jako osobny porządek prawny:
[...] w odróżnieniu od zwyczajnych umów międzynarodowych traktat EWG ustanowił własny porządek prawny, który został włączony do systemu prawnego państw członkowskich po jego wejściu w życie i który ma charakter wiążący dla sądów krajowych.